# The Scarecrow (chanson)
Pour les articles homonymes, voir The Scarecrow.
Singles de Pink Floyd
Arnold Layne / Candy and a Currant Bun
(1967) Flaming / The Gnome
(1967)
Pistes de The Piper at the Gates of Dawn
Chapter 24 Bike
The Scarecrow (signifiant : « L'épouvantail ») est une chanson du groupe de rock progressif Pink Floyd. La chanson a été écrite par Syd Barrett. Elle apparait sur l'album The Piper at the Gates of Dawn, ainsi qu'en face B du single See Emily Play, tous deux parus en 1967. 

## Personnel
- Syd Barrett - chant, guitare acoustique, guitare 12 cordes, guitare électrique
- Roger Waters - basse
- Richard Wright - orgue Farfisa, violoncelle, chœurs
- Nick Mason - bloc chinois, coupes de métal